# Euchalcia xanthoides
Euchalcia xanthoides là một loài bướm đêm trong họ Noctuidae.